# Segelfluggelände Gedern

i7
i11
i13

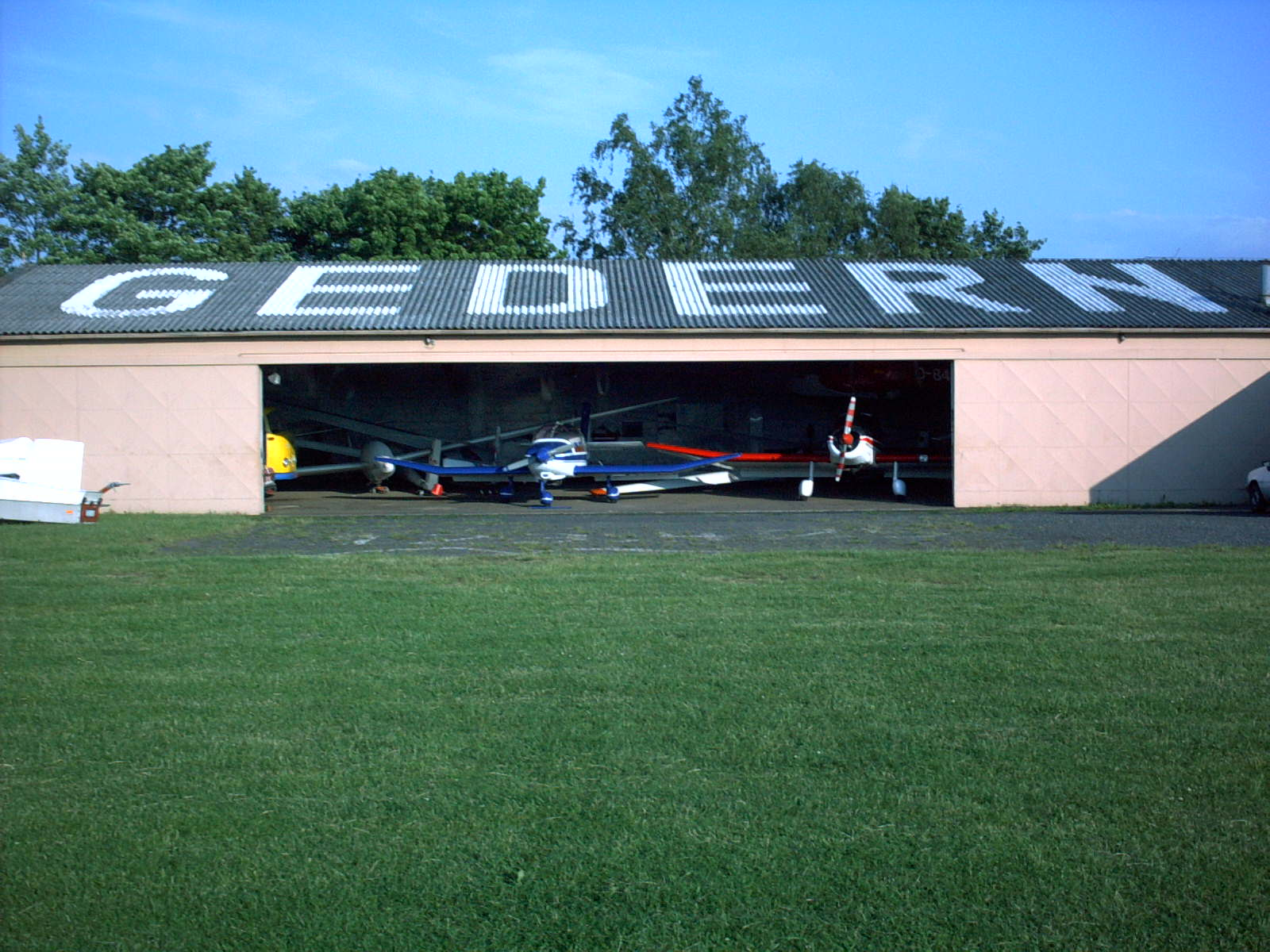
Frontansicht des Hangars aus dem Jahr 2001

Das Segelfluggelände Gedern befindet sich auf einer Anhöhe zwischen der Stadt Gedern und dem Tal des Gederner Sees.

## Flugbetrieb
Das Segelfluggelände ist mit einer 510 m langen und 30 m breiten Start- und Landebahn aus Gras (Richtung 05/23) ausgestattet. Es besitzt eine Betriebszulassung für Segelflugzeuge, Motorsegler und Luftfahrzeuge, soweit diese bestimmungsgemäß zum Schleppen von Segelflugzeugen oder Motorseglern betrieben werden. Als Startarten sind Flugzeugschleppstart und Windenstart zugelassen. Der Halter und Betreiber des Segelfluggeländes ist die Segelfliegergruppe Gedern „Laabhanse“ e. V.

## Geschichte
Nachdem im Jahre 1951 das Verbot für Segelflug von der alliierten Kommission aufgehoben wurde, begann die Segelflugbewegung der jungen Bundesrepublik Deutschland mit der Wiederaufnahme ihrer Freizeitbeschäftigung. Die späteren Gründungsväter des Segelfluggeländes in Gedern lernten sich bei Segelflugaktivitäten auf dem Flugplatz Merzhausen bei Usingen kennen, gingen dann nach dem Flugplatz Mainz-Finthen danach nach Langenselbold bei Gelnhausen und beschlossen danach, sich eine gemeinsame Existenz im Vogelsberg aufzubauen. Die Segelflieger des FluTV brachten dabei aus dem Rhein-Main-Gebiet die notwendige Finanzkraft mit und die Segelfliegergruppe Gedern konnte im Zuge der Flurbereinigung und der dünnen Besiedelung im Vogelsbergraum die notwendigen Flächen beschaffen und auf das heutige Flugplatzgelände umlegen lassen.
Eine Pioniereinheit der US-Armee, die 3rd Armoured Division Spearhead, konnte bereits 1959 dafür gewonnen werden, das wüste, mit dicken Hecken überwucherte Gelände in seinen heutigen Zustand zu bringen. Dazu waren schweres Gerät und sogar Sprengungen notwendig. Die Entlohnung der Armeeangehörigen erfolgte gegen Verpflegung und Unterkunft.
1966 errichteten die beiden ansässigen Vereine innerhalb einer Flugsaison eine bis heute gemeinsam genutzte Flugzeughalle, welche im Laufe der Jahre durch Anbauten erweitert wurde.
Im weiteren Verlauf der 1960er bis 1980er Jahre konnten sich beide Vereine weitestgehend auf die Erweiterung des Flugzeugparks konzentrieren, da die Infrastruktur des Flugplatzes gemessen an anderen Segelfluggeländen praktisch keine Wünsche offenließ. Einzig fließendes Wasser und Elektrizität gab es noch nicht. Elektrizität wurde mittels eines Stromerzeugungsaggregats hergestellt und Wasser wurde mittels eines landwirtschaftlichen Tankwagens herangeschafft.
In dieser Zeit wurden auf den Segelfluggelände Gedern zahlreiche Segelflugwettbewerbe und Fluglager durchgeführt.
Seit den späten 1980er Jahren bis heute stellten beide ansässigen Vereine sinkende Mitgliederzahlen und steigenden Altersdurchschnitt der Vereinsstrukturen fest. Während die Segelfliegergruppe Gedern e. V. seit einigen Jahren einigermaßen stabile Mitgliederzahlen verzeichnen kann, verließ der Flugtechnische Verein Frankfurt 1909 e. V. das Segelfluggelände Gedern aus verschiedenen Gründen im Jahre 2011, um seine Aktivitäten auf dem Flugplatz Anspach im Taunus fortzusetzen.

## Heutige Bedeutung
Das Segelfluggelände Gedern befindet sich am Fuße des Vogelsberges, in dessen Umgebung sich zwei weitere Segelfluggelände und ein Sonderlandeplatz befinden: der Flugplatz Nidda auf dem Helmsberg, das Schotten (Götzen) und das Segelfluggelände Hoherodskopf. Die dort ansässigen Vereine kooperieren insbesondere bei der theoretischen Schulung von Flugschülern eng miteinander und lassen den Theorieunterricht im Winter im Wechsel auf dem Segelfluggelände Gedern und Nidda stattfinden.
Des Weiteren organisieren die Vereine regelmäßig gemeinsam Fluglager zur Förderung der Jugendausbildung und des Streckenfluges.

## Ausbildung
Die Segelfliegergruppe Gedern bietet die Ausbildung an, die zum Führen eines Segelflugzeuges berechtigt und ist eine anerkannte Segelflugschule.